# Oberneuschönberg
Oberneuschönberg je vesnice bez statusu místní část, která je součástí města Olbernhau v německé spolkové zemi Sasko. Nachází se v zemském okrese Krušné hory.

## Geografie
Oberneuschönberg leží přímo na saské straně česko-německé státní hranice asi 3 kilometry jihovýchodně od centra Olbernhau v Krušných horách. Hranici mezi zeměmi tvoří Flájský potok (Flöha). Na severu a východě města je rozsáhlá lesní oblast, která odděluje Oberneuschönberg od jeho bezprostředních sousedů. Prochází jím  železniční trať Pockau-Lengefeld – Neuhausen.

## Historie

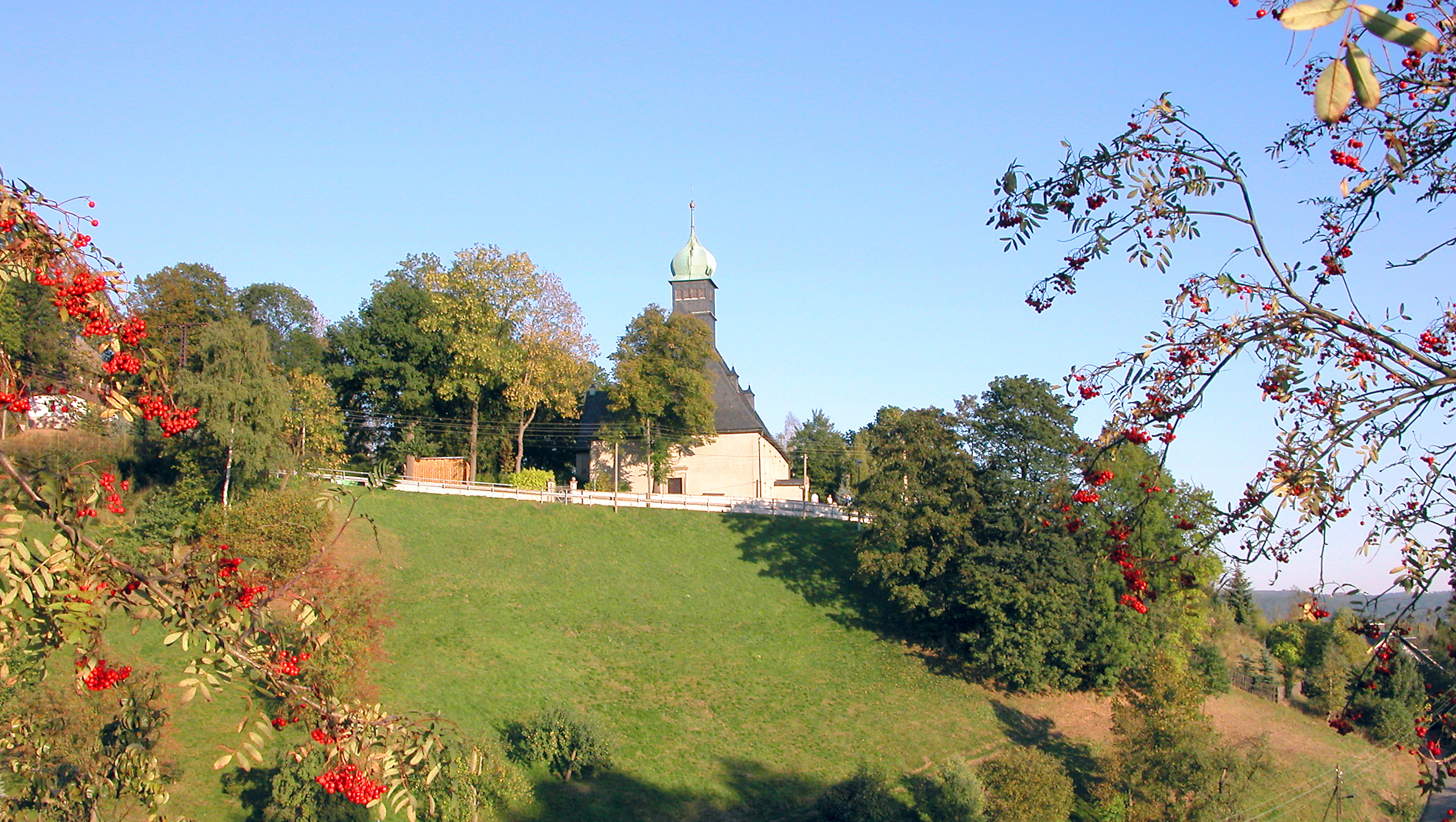

První písemná zmínka o vsi pochází z roku 1696, ale ke zdejšímu osídlení došlo už v roce 1651. V době pobělohorské se kvůli rekatolizaci průběžně přesouvali protestantští obyvatelé z českého pohraničí na opačnou stranu hranice a tam si, většinou na pustém a nehostinném místě, zakládali své osady. V roce 1651 poskytl Caspar von Schönberg z Pfaffrody pozemek a stavební materiál osmi exulantským rodinám z duchcovského panství na stavbu nové vesnice, kterou osadníci z vděčnosti pojmenovali po něm. V průběhu let se název vesnice měnil. V roce 1658 žilo v této osadě již 28 protestantských rodin z Čech. Obyvatelé Oberneuschönbergu zpočátku patřili pod farnost Olbernhau, ale v roce 1661 si postavili vlastní dřevěný kostelík, jenž se stal filiálním a spadal pro farnost Dörnthal (Olbernhau). V témže roce (1661) byla v obci postavena škola, která byla v roce 1801 nahrazena novou budovou a v roce 1881 ji nahradila škola nová. V letech 1692–1694 byl dřevěný horský kostel přestavěn do stávající podoby.
Dne 1. července 1950 byl Oberneuschönberg začleněn do Olbernhau.

## Galerie

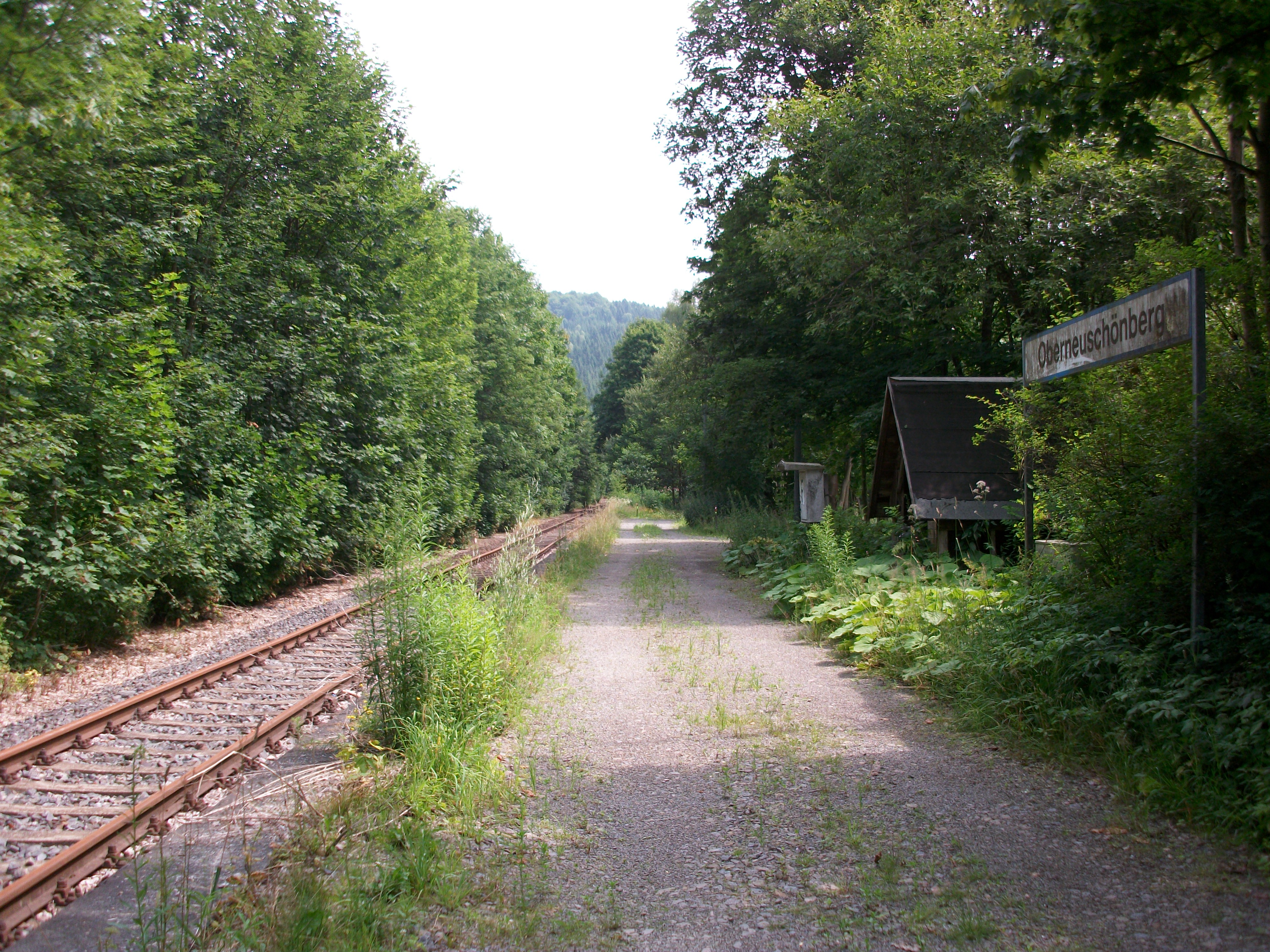
Železniční zastávka
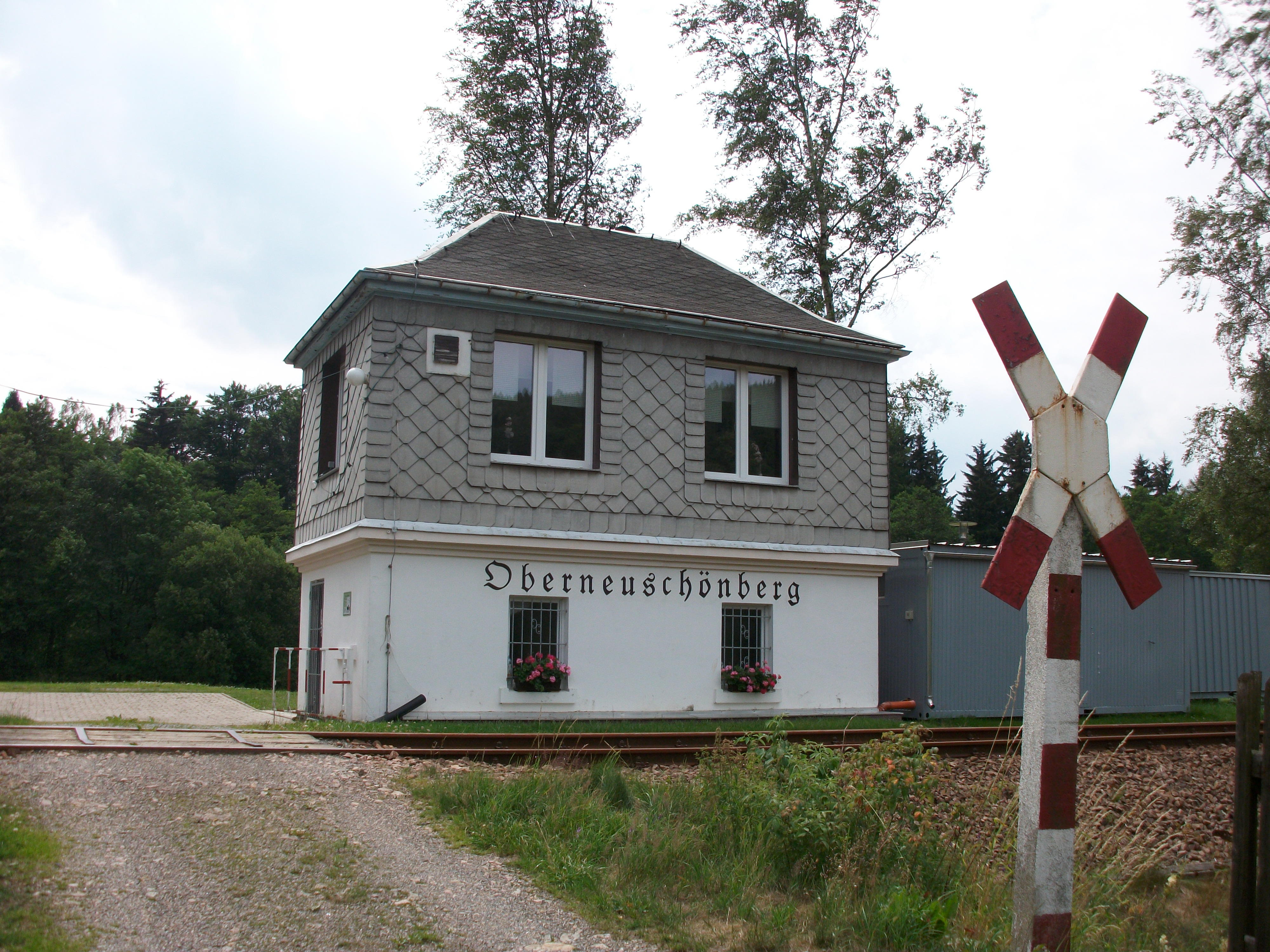
Nádražní stavědlo
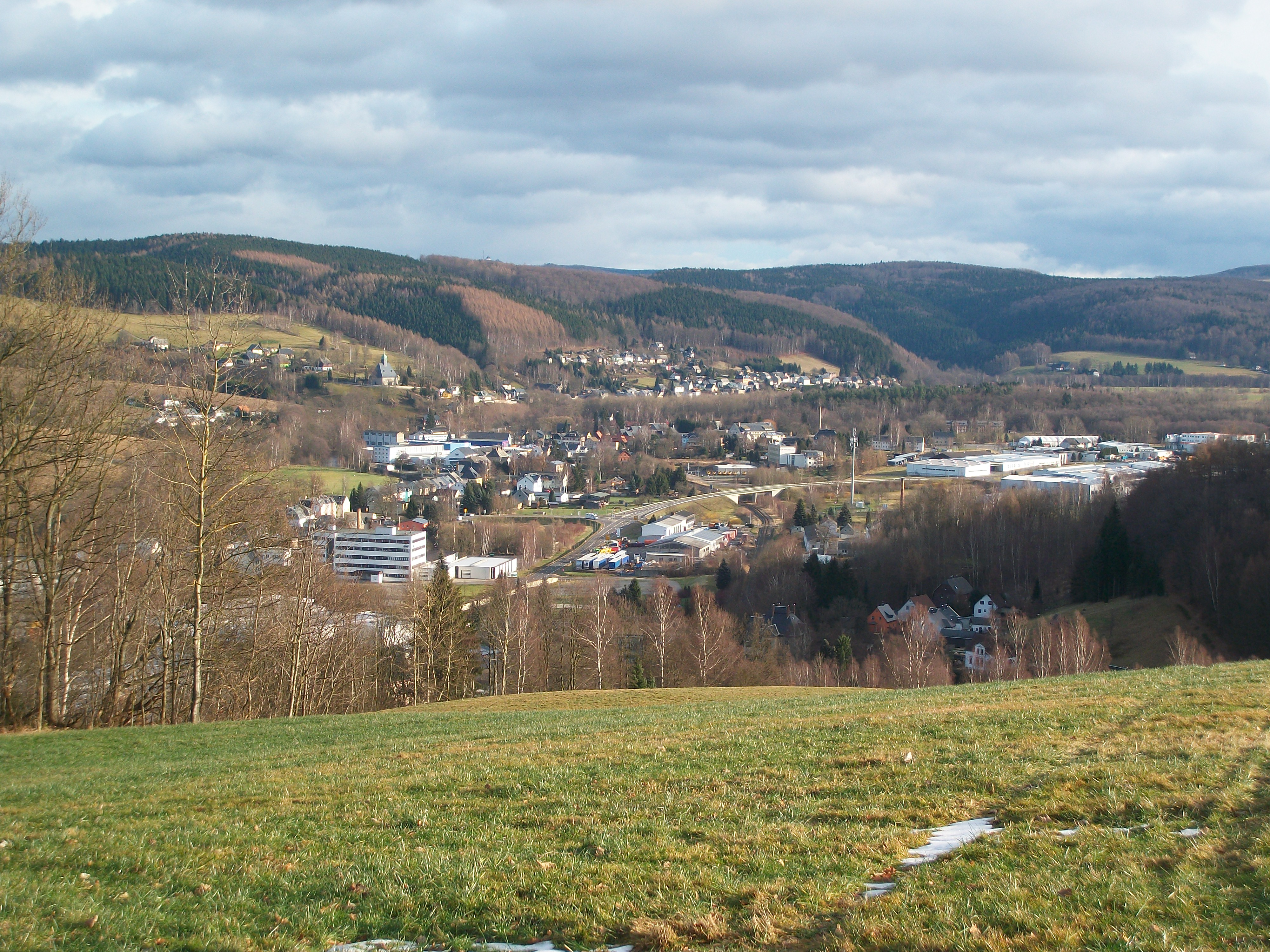
Pohled na Grünthal a Oberneuschönberg